# شارل ژرار

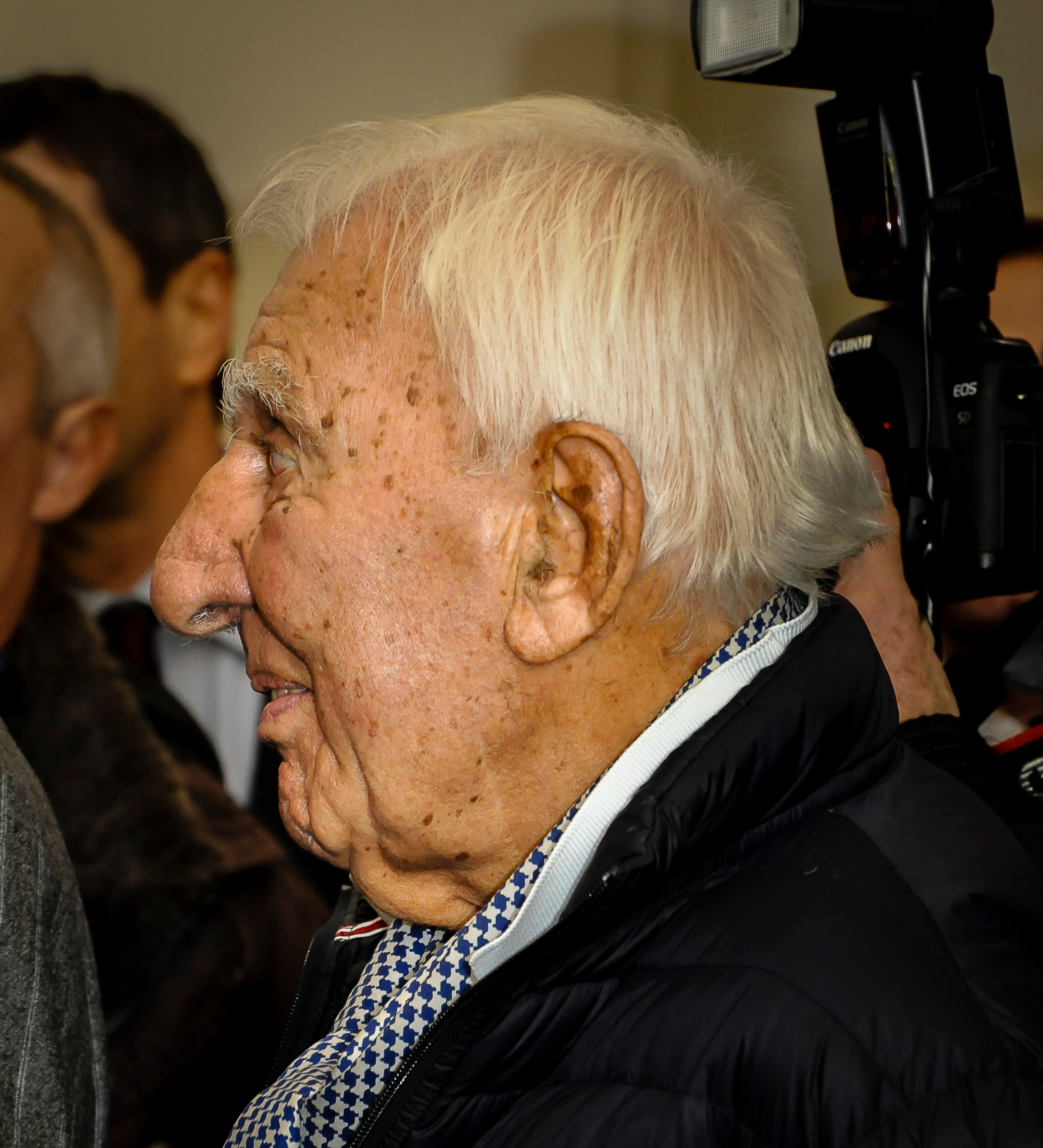
شارل ژرار در جشن Prize du Quai des Orfèvres در سال ۲۰۱۷ در پاریس

شارل ژرار (ارمنی: Շառլ Ժերար; فرانسوی: Charles Gérard‎)؛ (زادهٔ ۱ دسامبر ۱۹۲۶ – درگذشته ۱۹ سپتامبر ۲۰۱۹ ) یک بازیگر، کارگردان و فیلم‌نامه‌نویس ارمنی-فرانسوی بود. وی از سال ۱۹۴۶ میلادی تا پایان عمر مشغول فعالیت بوده‌است.

## زندگی‌نامه
نام تولد او نوبار آجمیان (ارمنی: Նուբար Աճեմյան بود. او از دوستان صمیمی ژان‌پل بلموندو بود و این دوستی شصت ساله تا پایان عمر ادامه داشت. شارل ژرار در بسیاری از فیلم‌های کلود للوش حضور داشت. وی در بیش از ۵۰ فیلم سینمایی نقش آفرینی کرده‌است.

## گزیدهٔ فیلم‌شناسی
از فیلم‌ها یا برنامه‌های تلویزیونی که وی در آن نقش داشته‌است می‌توان به آثار زیر اشاره کرد.
- آقای ونسان (۱۹۴۷)
- فار وست (۱۹۷۳)
- اسباب‌بازی (۱۹۷۶)
- جانوران (۱۹۷۷)
- کامی‌کازه (فیلم ۱۹۸۶) (۱۹۸۶)
- لومیر و شرکا (۱۹۹۵)
- مرد و سگش (۲۰۰۹)